# (16403) 1984 WJ1
A (16403) 1984 WJ1 a Naprendszer kisbolygóövében található aszteroida. Christian Pollas fedezte fel 1984. november 20-án.